# Noyelles-en-Chaussée
Noyelles-en-Chaussée è un comune francese di 262 abitanti situato nel dipartimento della Somme nella regione dell'Alta Francia.

## Società

### Evoluzione demografica
Abitanti censiti